# Кеми-саамски език
Кеми-саамският език е мъртъв саамски език, който се е говорел в Лапландия.
Изчезва преди повече от 100 г., но има запазени писмени паметници: молитви и стихотворения.